# Графське (Чугуївський район)
Графське (в минулому — Андріївка, Графське, до 17 лютого 2016 — Радя́нське) — село в Україні, у Вовчанській міській громаді Чугуївського району Харківської області. Населення становить 329 осіб.

## Географія
Село розташоване на лівому, низькому березі Сіверського Дінця і витягнуто вздовж нього на кілька кілометрів (обидві головні вулиці паралельні Донцю). Вище за течією на відстані 2 км розташоване село Приліпка, нижче за течією — селище Цюрупа (нежиле). До села примикає великий лісовий масив (сосна). Нижче села протікає річка Графівка (ліва притока Дінця). Неподалік від села розташований гідрологічний заказник «Графський».

## Історія

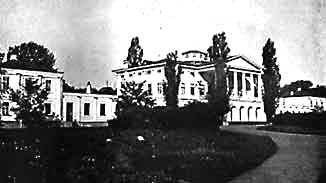
Садиба Графське

Село відоме з 1720 року під назвою Андріївка. З 1720-х років до 1917 року належало графам Гендріковим, що облаштували тут садибу Графське. З цим пов'язано і перейменування села. У XIX столітті кінний завод графа Олександра Гендрікова вважався одним з найкращих у Російській імперії. Від ампірного ансамблю садиби зберігся лише один флігель.
За даними на 1864 рік у власницькій слободі, центрі Графськосільської волості Вовчанського повіту, мешкало 1607 осіб (401 чоловічої статі та 420 — жіночої), налічувалось 97 дворових господарств, існували православна церква, цукробуряковий, кінний, вівчарний та цегельний заводи, відбувалось 4 щорічних ярмарки.
Станом на 1914 рік кількість мешканців села зросла до 1284 осіб.
В 1928 році село перейменовано на Радянське.
В 2016 році село перейменовано на Графське
12 червня 2020 року, відповідно до Розпорядження Кабінету Міністрів України  № 725-р «Про визначення адміністративних центрів та затвердження територій територіальних громад Харківської області», увійшло до складу Вовчанської міської громади.
19 липня 2020 року, в результаті адміністративно-територіальної реформи та ліквідації Вовчанського району, село увійшло до складу Чугуївського району.

## Відомі особи
- Мірошниченко Євгенія Семенівна — оперна співачка, народна артистка СРСР та України.
- Погорєлов Іван Федорович — сержант Робітничо-селянської Червоної Армії, учасник Другої світової війни, Герой Радянського Союзу (1944).